# Губарев, Виталий Георгиевич
Вита́лий Гео́ргиевич Гу́барев (17 (30) августа 1912, Ростов-на-Дону — 1981, Москва) — русский советский детский писатель, журналист, публицист.

## Биография

### Происхождение
Виталий Губарев родился в Ростове-на-Дону (Область Войска Донского Российской империи) в семье учителя. 
Отец, Георгий Витальевич Губарев, был донским казаком, потомственным дворянином; принимал участие в Гражданской войне на Дону в составе Донского 6-го казачьего полка и 2-й Сводной казачьей дивизии, в 1920 году эмигрировал в Польшу, а в 1951 — в США, где публиковал очерки по казачьей истории.
Мать, Антонина Павловна, была дочерью священника, одна воспитала Виталия и его младшего брата Игоря (впоследствии лётчика). 
Детство писателя прошло на хуторе Большая Козинка, где его бабушка заведовала начальной школой. Там он окончил девять классов средней школы.

### Творчество
Виталий Губарев начал печататься в 14 лет, когда в ростовском журнале «Горн» был опубликован его первый рассказ «Гнилое дерево».
Большую помощь оказал ему главный редактор местной детской газеты «Ленинские внучата» Полиен Яковлев. В 1928 году Губарев стал спецкорреспондентом по Северному Кавказу «Крестьянской газеты».
С 1931 года работал в Москве, в журнале «Дружные ребята», затем в газетах «Пионерская правда», «Комсомольская правда». Кроме того, преподавал в Институте детского коммунистического движения и заведовал кафедрой пионерской работы в Центральной комсомольской школе.
Как журналист он получил известность после освещения им убийства Павлика Морозова, был одним из создателей официальной версии. В 1933 году Губарев написал об этих событиях книгу «Один из одиннадцати», позже переработанную в повесть «Павлик Морозов» и одноимённую пьесу, которые впоследствии часто переиздавались в Советском Союзе и за рубежом. Примечательно, что различные варианты его книги сильно различаются по изложению событий как друг от друга (разное количество и содержание глав), так и от пьесы.
Осенью 1941 года, работая в "Правде", организовал эвакуацию в Омск сотрудников издательства и типографии. В начале 1942 года отправился на фронт корреспондентом газеты «Комсомольская правда». Летал за линию фронта делать репортажи о партизанском движении на Смоленщине.
С 19 июня 1945 на протяжении ряда лет был главным редактором «Пионерской правды». Как писатель-фантаст Виталий Губарев дебютировал в 1951 году повестью-сказкой «Королевство кривых зеркал». Через год им была создана одноимённая пьеса, а в 1963 году по книге был поставлен одноимённый кинофильм, пользовавшийся большой популярностью. Известны также его фантастические сказки «Путешествие на Утреннюю звезду», «В тридевятом царстве», «Преданье старины глубокой».
Создал также ряд повестей о подростках, запечатлевших обстановку определённых периодов советской жизни (начало войны, хрущёвскую «оттепель»), подпольную борьбу с гитлеровцами, остракизм стиляг и тунеядцев.
Несмотря на то, что герои Губарева порой напоминают взрослых в своей разумности и удивляют современников пионерской непримиримостью, стремлением всё изменить по-своему, произведения любимы многими поколениями детей.

### Смерть
Виталий Губарев скончался от инфаркта в 1981 году в возрасте 69 лет. Точная дата смерти неизвестна. Похоронен на Ваганьковском кладбище.

## Семья
В Москве Губарев встретился с Юлией Левтери, студенткой МГПИ имени В. И. Ленина, с которой был знаком ещё со школы. В 1936 году они заключили официальный брак. Их дочь Валерия стала прототипом Яло в сказке «Королевство кривых зеркал». Впоследствии, после распада первого брака, был женат на актрисе Тамаре Носовой, затем — Ангелине Князевой. Больше детей не имел.

## Произведения
- Сын. О славном пионере Павлике Морозове. М., Молодая гвардия, 1940
- Павлик Морозов (повесть). М., Молодая гвардия, 1947
- Пионерам о комсомоле. М., 1949
- Книга вожатого. М., Молодая гвардия, 1950
- Королевство кривых зеркал (повесть-сказка). М., Молодая гвардия, 1951
- Комсомольский билет. М., 1951
- Дружба. Омск, 1951
- Пионерские повести. Ростов-на-Дону, 1951
- Ровесники. М., Трудрезервиздат, 1952
- Королевство кривых зеркал (пьеса) (1952)
- Дружба. Тюмень, 1952
- Павлик Морозов (драма). М, Искусство, 1953
- Всегда готов! М., 1953
- Барышня (пьеса). М., Искусство,  1955
- Великий волшебник (пьеса) М., Искусство, 1956
- Королевство кривых зеркал. М., 1956
- Трое на острове (повесть-сказка). М., Детгиз, 1959
- Путешествие на Утреннюю Звезду (повесть-сказка). М., Детская литература, 1961
- Встреча на далёкой планете (1962)
- Необыкновенные приключения. М., Молодая гвардия, 1962
- Часы веков (повесть-сказка). М., Малыш, 1965
- Монтигомо — Ястребиный коготь (1965)
- Северное лето (1965)
- Клад (1965)
- Необыкновенные приключения. Уфа, 1966
- В Тридевятом царстве (повесть-сказка) (1970)
- Преданье старины глубокой (повесть-сказка). М., Малыш, 1970
- Рассказы о юных героях. М., Изд. ДОСААФ, 1979

## Экранизации
- Королевство кривых зеркал (фильм)
- В тридевятом царстве… (фильм)
- Трое на острове (мультфильм)